# Municipio de Harmon (Kansas)
El municipio de Harmon (en inglés: Harmon Township) es un municipio ubicado en el condado de Sumner en el estado estadounidense de Kansas. En el año 2010 tenía una población de 289 habitantes y una densidad poblacional de 3,65 personas por km².

## Geografía
El municipio de Harmon se encuentra ubicado en las coordenadas 37°20′32″N 97°18′59″O / 37.34222, -97.31639. Según la Oficina del Censo de los Estados Unidos, el municipio tiene una superficie total de 79.28 km², de la cual 79,28 km² corresponden a tierra firme y (0 %) 0 km² es agua.

## Demografía
Según el censo de 2010, había 289 personas residiendo en el municipio de Harmon. La densidad de población era de 3,65 hab./km². De los 289 habitantes, el municipio de Harmon estaba compuesto por el 95,16 % blancos, el 1,04 % eran afroamericanos, el 1,38 % eran amerindios, el 0,69 % eran de otras razas y el 1,73 % eran de una mezcla de razas. Del total de la población el 5,19 % eran hispanos o latinos de cualquier raza.